# Лієв Шрайбер
Айзек Лієв Шрайбер (англ. Isaac Liev Schreiber; нар. 4 жовтня 1967, Сан-Франциско, США) — американський сценарист, кінопродюсер, кінорежисер, актор театру й кіно. Лауреат премії «Тоні». Відомий завдяки ряду незалежних фільмів та участі в кількох блокбастерах, включно з трилогію Веса Крейвена «Крик».

## Життєпис
Лієв Шрайбер народився у Сан-Франциско, штат Каліфорнія, в сім'ї художниці Гезер Мілгрем і театрального актора й режисера Телла Шрайбера. У його батька змішані австрійські, ірландські, швейцарські та шотландські корені, а мати єврейка, предки якої іммігрували з Польщі, України та Німеччини (дід по материнській лінії — з України).
За словами матері, ім'я "Лев" він отримав на честь її улюбленого письменника Льва Толстого, а за твердженням батька — на честь лікаря, який врятував життя його матері.
Коли Шрайберу був один рік, родина переїхала до Канади, а коли йому виповнилося чотири, його батьки розлучилися. Дитинство пройшло в Нижньому Іст-Сайді Нью-Йорка, де він жив разом з матір'ю після розлучення батьків. Мати працювала водієм таксі та займалася продажем ляльок з пап'є-маше власного виготовлення. Вона змушувала сина займатися читанням і забороняла дивитися кольорові фільми, в результаті чого його улюбленим актором став Чарлі Чаплін. У 1977 році фільм «Зоряні війни» став першим кольоровим фільмом, який він побачив.
Навчання продовжилося в Гемпшірському коледжі в Амхерсті, штат Массачусетс, де Шрайбер виконав свою першу сольну роль.
У 1992 він закінчив Школу драматичного мистецтва Єльського університету. Також відвідував Королівську академію драматичного мистецтва в Лондоні. Спочатку Шрайбер збирався стати сценаристом і письменником.

### Приватне життя
У Лієва є зведена сестра і четверо зведених братів (Макс, Чарльз, Уілл і Пабло), один з яких, Пабло, теж актор. З 2000 року у нього жив джек-рассел-тер'єр на ім'я Курча.
Був заручений з актрисою Крістін Девіс і продюсеркою Кейт Драйвер (сестрою актриси Мінні Драйвер), потім в 2006 році оголосив про заручини з англо-австралійською актрисою Наомі Воттс, з якою знімався у фільмі «Розмальована вуаль». Чутки про їхнє весілля залишилися непідтвердженими. Олександр (Саша) Піт, син Наомі і Лева, народився 25 липня 2007
. У Наомі 13 грудня 2008 з'явилася ще одна дитина, другий син Лева Шрайбера — Семюел Кай Шрайбер.

## Підтримка України
Під час повномасштабного російського вторгнення в Україну у 2022 році Лієв Шрайбер прибув до Львова та одразу включився у волонтерську роботу. До того, як приїхати у Львів, актор також побував у Перемишлі, де разом із World Central Kitchen готував український борщ для потреб біженців.

### United24

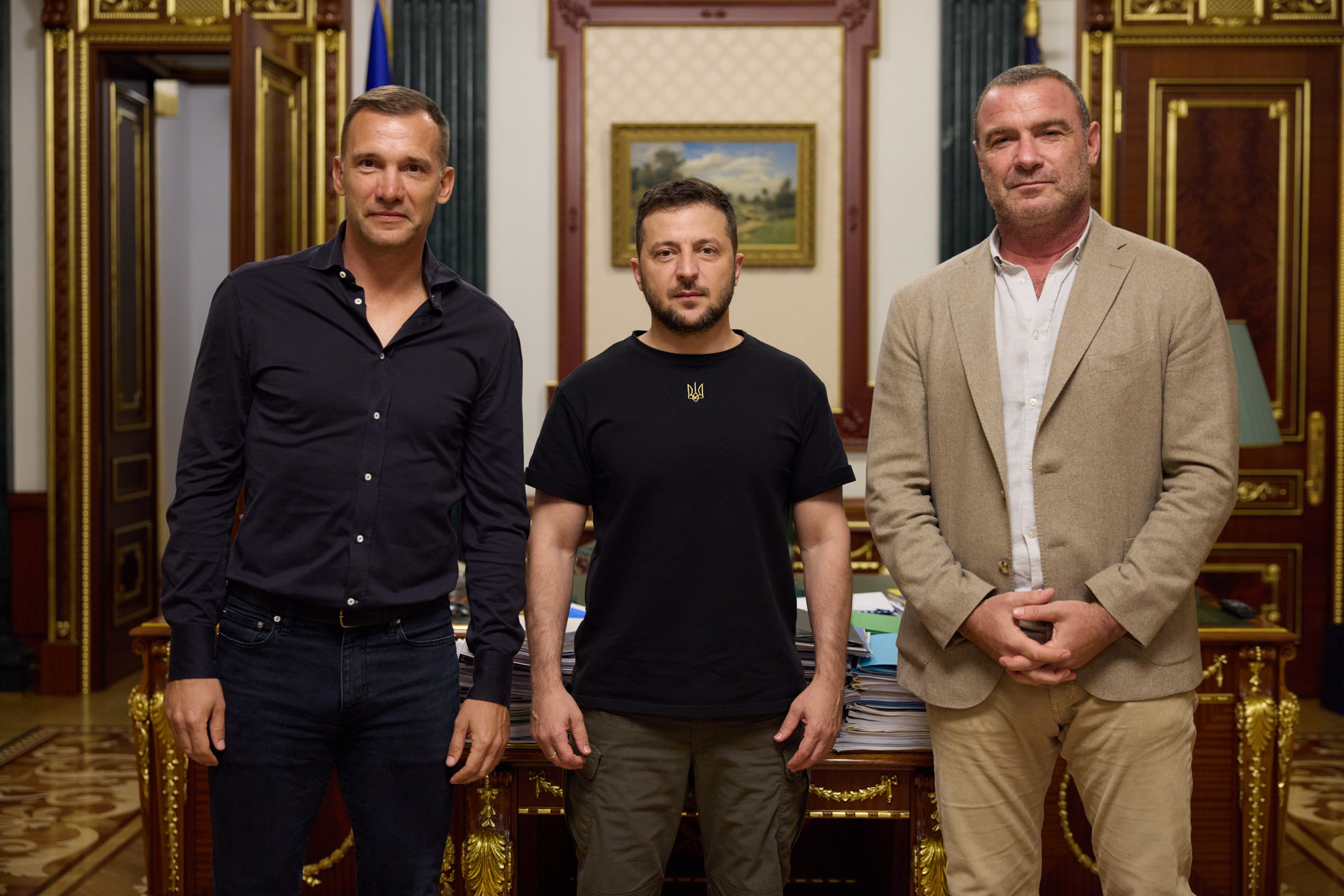
Зустріч Президента України з амбасадорами United24, 16 серпня 2022 рік

6 липня 2022 Лієв Шрайбер став послом фандрейзингової платформи зі збору коштів для України United24 у напрямку медичної допомоги.
У зверненні, опублікованому на сайті глави держави, Зеленський, коментуючи цю подію, розповів, що організація BlueCheck Ukraine, заснована актором, профінансувала програми психологічної підтримки та евакуації понад 20 тис. дітей-сиріт з інтернатів та дитячих будинків Харківської, Дніпропетровської, Чернігівської, Одеської областей.
16 серпня разом з іншим амбасадором, футболістом Андрієм Шевченко, відвідали Київ та провели перемовини з Президентом України Володимиром Зеленським. Шрайбер та Шевченко також відвідали Бучу та Бородянку, які зазнали значних пошкоджень внаслідок російських бомбардувань.
23 серпня 2022 року Шрайбер був нагороджений орденом «За заслуги» ІІІ ступеня — за значні особисті заслуги у зміцненні міждержавного співробітництва, підтримку державного суверенітету та територіальної цілісності України, вагомий внесок у популяризацію Української держави у світі.

## Фільмографія

### Актор

#### Фільми
| Рік  |     | Українська назва                        | Оригінальна назва                             | Роль                      |
| ---- | --- | --------------------------------------- | --------------------------------------------- | ------------------------- |
| 1994 | ф   |                                         | Mixed Nuts                                    | Кріс                      |
| 1995 | ф   |                                         | Denise Calls Up                               | Джеррі                    |
| 1995 | ф   |                                         | Mad Love                                      | продавець                 |
| 1995 | ф   |                                         | Party Girl                                    | Найджел                   |
| 1996 | ф   |                                         | The Daytrippers                               | Карл Петрович             |
| 1996 | ф   |                                         | Walking and Talking                           | Ендрю                     |
| 1996 | ф   | Довга ніч                               | Big Night                                     | Лео                       |
| 1996 | ф   | Крик                                    | Scream                                        | Коттон Вірі               |
| 1996 | ф   | Викуп                                   | Ransom                                        | Кларк Барнс               |
| 1997 | ф   |                                         | His & Hers                                    | Гленн                     |
| 1997 | ф   | Крик 2                                  | Scream 2                                      | Коттон Вірі               |
| 1998 | ф   | Фантоми                                 | Phantoms                                      | Стюарт "Стю" Ворґл        |
| 1998 | ф   | Сфера                                   | Sphere                                        | Теодор Філдінг            |
| 1998 | ф   | Сутінки                                 | Twilight                                      | Джефф Вілліс              |
| 1998 | ф   | Пустельна туга                          | Desert Blue                                   | Міккі Мундей              |
| 1999 | ф   |                                         | A Walk on the Moon                            | Марті Кантровіц           |
| 1999 | ф   | Яків брехун                             | Jakob the Liar                                | Міша                      |
| 1999 | ф   | Ураган                                  | The Hurricane                                 | Сем Чейтон                |
| 2000 | ф   |                                         | Spring Forward                                | Пол                       |
| 2000 | ф   | Гамлет                                  | Hamlet                                        | Лаерт                     |
| 2000 | ф   | Крик 3                                  | Scream 3                                      | Коттон Вірі               |
| 2001 | ф   | Кейт і Лео                              | Kate & Leopold                                | Стюарт Бессер             |
| 2002 | ф   | Ціна страху                             | The Sum of All Fears                          | Джон Кларк                |
| 2003 | ф   |                                         | Spinning Boris                                | Джо Шумате                |
| 2004 | ф   | Маньчжурський кандидат                  | The Manchurian Candidate                      | Реймонд Шоу               |
| 2006 | ф   | Омен                                    | Omen                                          | Роберт Торн               |
| 2006 | ф   | Розмальована вуаль                      | The Painted Veil                              | Чарлі Таунсенд            |
| 2007 | док | Чикаго 10                               | Chicago 10                                    | Вільям Кунстлер           |
| 2007 | ф   |                                         | The Ten                                       | Рей Джонсон               |
| 2007 | ф   | Кохання під час холери                  | Love in the Time of Cholera                   | Лотаріо Тугут             |
| 2007 | док | Морські чудовиська: Доісторична пригода | Sea Monsters: A Prehistoric Adventure         | оповідач                  |
| 2008 | ф   | Виклик                                  | Defiance                                      | Зусь Бєльський            |
| 2009 | ф   | Люди-Х: Росомаха                        | X-Men Origins: Wolverine                      | Віктор Крід               |
| 2009 | ф   |                                         | Taking Woodstock                              | Вільма                    |
| 2009 | ф   |                                         | Every Day                                     | Нед                       |
| 2010 | док | Америка: Історія про нас                | America: The Story of Us                      | оповідач                  |
| 2010 | ф   | Різники                                 | Repo Men                                      | Френк Мерсер              |
| 2010 | ф   | Солт                                    | Salt                                          | Тед Вінтер                |
| 2011 | ф   |                                         | Goon                                          | Росс "Бос" Рея            |
| 2012 | ф   |                                         | Mental                                        | Тревор Бланделл           |
| 2012 | ф   |                                         | The Reluctant Fundamentalist                  | Боббі Лінкольн            |
| 2013 | ф   | Фільм 43                                | Movie 43                                      | Роберт                    |
| 2013 | док |                                         | Rescue in the Philippines                     | оповідач                  |
| 2013 | ф   | Останні дні на Марсі                    | The Last Days on Mars                         | Вінсент Кемпбелл          |
| 2013 | ф   | Дворецький                              | The Butler                                    | Ліндон Джонсон            |
| 2013 | ф   |                                         | A Perfect Man                                 | Джеймс                    |
| 2013 | док |                                         | Money for Nothing: Inside the Federal Reserve | оповідач                  |
| 2013 | ф   |                                         | Fading Gigolo                                 | Дові                      |
| 2014 | ф   | Ігри чемпіонів                          | Pawn Sacrifice                                | Борис Спаський            |
| 2015 | док | Єдність                                 | Unity                                         | оповідач                  |
| 2015 | ф   | У пошуках Бабеля                        | Finding Babel                                 | Ісаак Бабель              |
| 2015 | ф   | У центрі уваги                          | Spotlight                                     | Мартин «Марті» Берон      |
| 2015 | ф   | Крід: Спадок Роккі Бальбоа              | Creed                                         | диктор HBO                |
| 2016 | ф   | П'ята хвиля                             | The 5th Wave                                  | полковник Вош             |
| 2016 | ф   | Справжній Рокі                          | Chuck                                         | Чак Вепнер                |
| 2017 | ф   | Вибивайло: Епічна сутичка               | Goon: Last of the Enforcers                   | Росс "Бос" Рея            |
| 2017 | мф  | My Little Pony у кіно                   | My Little Pony: The Movie                     | Король Шторм              |
| 2018 | мф  | Острів собак                            | Isle of Dogs                                  | Спотс                     |
| 2018 | мф  | Людина-павук: Навколо всесвіту          | Spider-Man: Into the Spider-Verse             | Вілсон Фіск / Кінґпін     |
| 2019 | ф   | Дощовий день у Нью-Йорку                | A Rainy Day in New York                       | Роланд Поллард            |
| 2019 | ф   |                                         | Human Capital                                 | Дрю Хейгел                |
| 2021 | ф   | Французький вісник                      | The French Dispatch                           | ведучий токшоу            |
| 2022 | ф   | За річкою, в тіні дерев                 | Across the River and Into the Trees           | полковник Річард Кантуелл |
| 2023 | ф   | Ґолда                                   | Golda                                         | Генрі Кіссінджер          |
| 2023 | ф   | Місто астероїдів                        | Asteroid City                                 | Дж.Дж. Келлог             |
| 2025 | ф   | Спійманий на крадіжці                   | Caught Stealing                               | Ед                        |
| 2026 | ф   | Месники: Судний день                    | Avengers: Doomsday                            | Віктор Крід / Шаблезубий  |

#### Телебачення
| Рік       |    | Українська назва                  | Оригінальна назва              | Роль                                   |
| --------- | -- | --------------------------------- | ------------------------------ | -------------------------------------- |
| 1995      | тф |                                   | Buffalo Girls                  | Огден                                  |
| 1996      | тф |                                   | The Sunshine Boys              | Рікі Грегг                             |
| 1998      | тф |                                   | Since You've Been Gone         | Фред Ліндерхоф                         |
| 1999      | тф |                                   | RKO 281                        | Орсон Веллс                            |
| 2002      | тф |                                   | Ulysses S. Grant               | оповідач                               |
| 2003      | с  | Гітлер: Піднесення зла            | Hitler: The Rise of Evil       | Ернст Ганфштайнгл                      |
| 2006      | тф |                                   | Lackawanna Blues               | Улісс Форд                             |
| 2007      | с  | CSI: Місце злочину                | CSI: Crime Scene Investigation | Майкл Кеплер                           |
| 2008      | с  |                                   | Independent Lens               | Вільям Кунстлер                        |
| 2009      | с  |                                   | Nature                         | оповідач                               |
| 2011      | с  | Вулиця Сезам                      | Sesame Street                  | у ролі самого себе                     |
| 2012      | мс | Робоцип                           | Robot Chicken                  | Залізна людина / Король Тритон (голос) |
| 2013      | тф |                                   | Clear History                  | Тібор                                  |
| 2013—2020 | с  | Рей Донован                       | Ray Donovan                    | Рей Донован                            |
| 2015      | мс | Кінь БоДжек                       | BoJack Horseman                | Коперник (голос)                       |
| 2016      | с  | Суботнього вечора в прямому ефірі | Saturday Night Live            | у ролі самого себе                     |
| 2016      | с  | П'яна історія                     | Drunk History                  | Віктор Люстиг (Епізод: "Landmarks")    |
| 2017      | с  |                                   | America in Color               | оповідач                               |
| 2018      | с  | Суботнього вечора в прямому ефірі | Saturday Night Live            | у ролі самого себе                     |
| 2018      | с  |                                   | Civilisations                  | оповідач                               |
| 2019      | мс | Сімпсони                          | The Simpsons                   | оповідач                               |
| 2020      | с  |                                   | Speaking Truth to Power        | оповідач                               |
| 2022      | тф | Рей Донован                       | Ray Donovan                    | Рей Донован                            |
| 2024      | с  | Чудова пара                       | The Perfect Couple             | Тег Вінбері                            |

### Режисер, сценарист, продюсер
| Рік  |   | Українська назва      | Оригінальна назва           | Роль               |
| ---- | - | --------------------- | --------------------------- | ------------------ |
| 2005 | ф | Все ясно              | Everything Is Illuminated   | режисер, сценарист |
| 2016 | ф |                       | Chuck                       | продюсер           |
| 2019 | ф |                       | Human Capital               | продюсер           |
| 2023 | ф |                       | Rule Of Two Walls           | продюсер           |
| 2025 | ф | Одного разу в Україні | Once Upon A Time In Ukraine | продюсер           |